# 菲亚德拉比格兹
菲亚德拉比格兹是冰岛东北区的市镇。市镇面积为364平方公里，人口数量为1,977人（2023年）。该市镇成立于2006年，由歐拉夫斯菲厄澤和錫格呂菲厄澤两个市镇合并而成。